# Tomasz Niecik
Tomasz Niecik, właśc. Tomasz Niecikowski (ur. 1 lutego 1982 w Grajewie) – polski muzyk związany z gatunkami disco polo i dance.

## Rodzina i edukacja
Pochodzi z Grajewa. Ma brata Karola, który jest tancerzem. Gdy miał 12 lat, zmarł ich ojciec.
Ukończył politologię na Politechnice Białostockiej, uzyskując tytuł magistra, a także studia licencjackie na kierunku pedagogika. Nie posiada wykształcenia muzycznego. W czasie studiów pracował w salonie telefonii komórkowej w Białymstoku.

## Kariera
W latach 2000–2004 należał do sekcji tanecznej w zespole muzycznym Weekend. Wiosną 2001 jako tancerz zespołu Weekend debiutował na antenie telewizji Polsat w programie muzycznym Disco Polo Live. Profesjonalnie muzyką zaczął się zajmować od 2004. Debiutanckie single muzyka ukazały się w 2008. W 2010 wziął udział w przesłuchaniach do programu telewizyjnego TVN Mam talent!. Pomimo braku awansu do kolejnego etapu, zaprezentowana przez niego piosenka „Cztery osiemnastki” szybko zdobyła dużą popularność w Internecie. Teledysk do utworu, zainspirowanego piosenką „Vivi nell'aria” włoskiego piosenkarza i DJ-a Gabry’ego Ponte, został wyświetlony ponad 34 mln razy w serwisie YouTube. 
W latach 2011–2012 prowadził program Łowy króla disco na Viva Polska, a w 2013 prowadził program Śpiewaj z Królem Disco-Polo na iTV. W 2014 zagrał lidera zespołu Gender w filmie pt. Disco Polo. Uczestniczył w drugiej edycji programu rozrywkowego Agent – Gwiazdy (2017) i w szóstym odcinku drugiej edycji programu Ninja Warrior Polska (2020). Wystąpił w programie typu reality show Chłopaki do wzięcia (2023).

## Życie prywatne
W 2017 ożenił się z Luizą Szyszkowską, z którą związany jest od 2008. Mają dwoje dzieci, syna Dawida (ur. 2013) i córkę, Natalię (ur. 2017).

## Muzyka
Jego twórczość jest powszechnie zaliczana do gatunku disco polo. Na łamach niektórych mediów jego muzyka jest określana jako neo-disco polo. Sam muzyk zaznacza, że nowe disco polo charakteryzuje się „dawnym klimatem”, ale w stosunku do disco polo z lat 90. XX wieku jest „lepsza produkcja i aranżacja utworów”, które charakteryzuje „dynamiczne, nowoczesne brzmienie”.
Niektóre utwory Niecika w warstwie muzycznej zawierają elementy muzyki dance i elektronicznej muzyki tanecznej (muzyki klubowej).

## Dyskografia
Albumy
| Tytuł              | Rok  | Źródło               |
| ------------------ | ---- | -------------------- |
| Kawalerskie życie  | 2009 | [ 29 ] [ 30 ]        |
| Cztery osiemnastki | 2011 | [ 31 ] [ 32 ] [ 33 ] |
| Mega gość          | 2017 | [ 34 ]               |

Single
| Tytuł                      | Rok  | Źródło        |
| -------------------------- | ---- | ------------- |
| „4 razy po 2 razy”         | 2008 | [ 35 ]        |
| „Czarna Inez”              | 2008 | [ 36 ]        |
| „Kawalerzy”                | 2008 | [ 37 ]        |
| „Siedemnastki”             | 2011 |               |
| "Znowu Domówka"            |      |               |
| "Czekam tu na ciebie"      | 2015 |               |
| „Johnny Bravo”             | 2016 | [ 38 ] [ 39 ] |
| "Piąta Osiemnastka"        | 2016 | [ 40 ]        |
| "Zero Ściemy I Jedziemy"   | 2016 |               |
| "Ty jesteś naj"            | 2017 | [ 28 ] [ 41 ] |
| "Ja Tobie Gwarantuję"      | 2017 | [ 7 ]         |
| "SEXUELLE"                 | 2017 |               |
| "PODLASIAK"                | 2018 |               |
| "CHCIAŁEŚ PANIĄ"           | 2019 |               |
| "GDZIE CI HEROSI"          | 2019 |               |
| "ZABIERAM CIĘ NA WARSZTAT" | 2019 |               |

## Filmografia
- 2015: Disco polo jako lider zespołu Gender
- 2017: Szpital jako on sam
- 2017: Lombard. Życie pod zastaw jako on sam (odc. 7)
- 2021: Ukryta prawda jako on sam (odc. 1302)